# Чуми
Чуми — чуйское племя, потомки среднеазиатских хуннов, из объединения алты чуб.
Совместно с племенами чуюе, чумугунь и чубань они в 160 году н. э. создали государство Юэбань, которые было уничтожено племенами теле в 490 году.

## Происхождение
Согласно Л. Н. Гумилёву, алты-чуб — потомки «малосильных» хуннов, которые во II веке не ушли от наседавших сяньбийцев на запад, а укрылись в горных долинах Тарбагатая и Саура. В V веке они покорили Семиречье и Западную Джунгарию, а в VI—VII веках вошли в состав Западно-тюркского каганата.
По Н. Я. Бичурину, земли «слабосильных» хуннов — один из аймаков, принадлежавших северному хуннускому шаньюю, пораженному китайским полководцем Дэу Хянь. Северный шаньюй в 93 году перешел через хребет Гинь-вэй-шань и ушел на запад в Кангюй, а «слабосильные» остались в числе около 200 000 душ. Они заняли нынешний Тарбагатайский округ под названием Дома Юэбань.
При этом в отношении собственно хуннов существуют монгольская, тюркская, тюрко-монгольская и другие версии происхождения.

## Упоминание в китайских хрониках
Дулу с войском из Чуюе и Чуми обложил Небесные горы, но без успеха. Сяо-кэ погнался за ним на север, взял город чуюеского Сыцзиня, подошёл к горе Цзесо, побил до 1 000 человек, покорил поколение Чуми, и возвратился.
Поколения Чуюе и Чуми /360/ остановились при Шуан-хэ. Хэлу с Буши Даганем, укрепившись палисадом, первый начал сражение. Мише напал на него и привёл в замешательство. Су Динфан преследовал Хэлу до реки Суйе, и овладел его войском. Хэлу и Шиюнь бежали к Шуноу Шэ и пришли в Ши к городу Суду. Лошади не могли идти, войско томилось голодом. Предложили дорогую цену за впуск в город и покупку лошадей. Владелец города Ине Дагань принял их; и как скоро они вступили в город, то задержал их и препроводил в Ши-го.